# Anneli Sauliová
Anneli Sauliová, vlastním jménem Anneli Helena Savolainenová (6. srpna 1932 Pyhäjoki — 15. března 2022 Helsinky), byla finská filmová a divadelní herečka. Účinkovala ve více než čtyřiceti filmech, vystupovala také pod jménem Ann Savo.
V dětství navštěvovala baletní školu a od sedmnácti let hrála v divadle v Kemi. První filmovou roli dostala roku 1953 v hudební komedii Me tulemme taas. Velký úspěch jí přinesla hlavní postava mlékařky ve filmu Hilja maitotyttö podle knihy Johanna Linnankoskiho, díky níž byla označována za finskou Sophii Lorenovou. Hrála také ve filmu Něco v člověku, který v roce 1956 natočil Aarne Tarkas podle předlohy Miky Waltariho. S Williamem Markusem  pracovala na filmech Miriam a Děvče zasněžených lesů, které byly adaptacemi divadelních her Walentina Chorella. Jako femme fatale se uplatnila i v západoněmeckých filmech, např. v detektivkách Záhadný Hektor, Sedmá oběť a Mrtvé oči Londýna podle předlohy Edgara Wallaceho. Zkoušela štěstí také v zámoří, ale režisér Robert Siodmak jí řekl, že s výškou 156 cm se v Hollywoodu nemůže prosadit.
Se Spede Pasanenem natočila Sauliová bláznivou komedii X-Paroni (1964) a Mikko Niskanen ji obsadil do romantického letního snímku S borovou šiškou pod zády (1966), který vnesl do finského filmu postupy nové vlny. Hrála rovněž ve válečném filmu švédského režiséra Johana Bergenstråhleho Baltská tragédie. V letech 1971 až 1996 byla členkou souboru městského divadla v Joensuu. Jednou z jejích posledních rolí byla majitelka baru v Kaurismäkiho filmu Muž bez minulosti. Hrála také v historickém televizním seriálu Hovimäki a rodinném filmu o psech Bouřlivák.
Po otci byla romského původu a angažovala se v organizaci za práva této menšiny Suomen Romaniyhdistys. Byla také stoupenkyní komunistické strany. Ve spolupráci se spisovatelkou Tuulou-Liinou Varisovou vydala knihu vzpomínek Elämäni on minun. V roce 2013 jí byla udělena zvláštní Cena Jussi za celoživotní přínos finské kinematografii. Saara Cantellová o jejím životě natočila celovečerní dokument Annelin aika. 
Sauliová byla dvakrát vdaná za režiséry Åkeho Lindmana a Jaakka Pakkasvirtu, s nímž má dceru Johannu. Jejím milencem byl olympionik Toni Sailer.
Zemřela v pečovatelském domě ve věku 89 let. Je pochována na evangelicko-luteránském hřbitově Malmin hautausmaa v Helsinkách.